# Resolució 704 del Consell de Seguretat de les Nacions Unides
La Resolució 704 del Consell de Seguretat de les Nacions Unides, va ser aprovada sense sotmetre's a votació, el 9 d'agost de 1991, després d'examinar la sol·licitud de les Illes Marshall per la pertinença a les Nacions Unides, el Consell va recomanar a la Assemblea General que les Illes Marshall fossin admeses.
El 17 de setembre del mateix any, l'Assemblea General va acceptar a la República de les Illes Marshall en la resolució 46/2.